# Закон и порядок: Преступное намерение (2-й сезон)
Второй сезон американского детективного телесериала «Закон и порядок: Преступное намерение», премьера которого состоялась на американском телеканале NBC 29 сентября 2002 года, а заключительная серия сезона вышла 18 мая 2003 года. Общее количество эпизодов в сезоне составляет 23.

## Сюжет
Преступник — это главная фигура в преступлении, свидетель содеянного, а зачастую и жертва жестоких жизненных обстоятельств. Постоянными действующими лицами сериала являются нью-йоркские детективы департамента по расследованию убийств.
Главный герой — проницательный детектив Роберт Горен работает в паре с женщиной-детективом Алекс Имс. Возглавляет департамент капитан Дикинс. В каждой серии эта сплоченная команда сталкивается с самыми чудовищными преступлениями и с теми, кто их совершил.

## В ролях

### Основной состав
- Кэтрин Эрбе - детектив Александра Эймс
- Винсент Д’Онофрио - детектив Роберт Горен
- Джейми Шеридан - капитан Джеймс Дикинс
- Кортни Би Вэнс - помощник окружного прокурора Рон Карвер

## Эпизоды
| № общий | № в сезоне | Название                         | Режиссёр       | Автор сценария                                                                  | Дата премьеры    | Произв. код | Зрители в США (млн) |
| --- | ---------- | -------------------------------- | -------------- | ------------------------------------------------------------------------------- | ---------------- | ----------- | ------------------- |
| 23 | 1          | «Dead» «Мертвый»                 | Дарнелл Мартин | История: Рене Балсер & Стефани Сенгупта Телеадаптация: Стефани Сенгупта         | 29 сентября 2002 | 201         | 15.80               |
| Убийство гробовщика и обнаружение трупов в крематории приводят детективов к семьянину, утверждающему, что у него есть консалтинговый бизнес, но подозреваемому в том, что он наемный убийца со склонностью к совершенству. Горен пытается доказать это, создав схему, которая ставит под угрозу его "страх совершить ошибку".                                                                                              |            |                                  |                |                                                                                 |                  |             |                     |
| 24 | 2          | «Bright Boy» «Умный мальчик»     | Фрэнк Принци   | История: Марлен Мейер & Рене Балсер Телеадаптация: Марлен Мейер                 | 6 октября 2002   | 202         | 14.80               |
| Двойное убийство работника социальной службы и заместителя мэра наводит детективов на подозрения в супружеской паре, которая, возможно, затаила злобу на социального работника за то, что он забрал их детей. Когда они узнают, что социальный работник проявил особый интерес к вундеркинду, которого рассматривали для поступления в престижную ускоренную школу, они проверяют как мальчика, так и его одержимого отца. |            |                                  |                |                                                                                 |                  |             |                     |
| 25 | 3          | «Anti-Thesis» «Антитезис»        | Адам Бернштейн | История: Эрик Овермайер & Рене Балсер & Дик Вульф Телеадаптация: Эрик Овермайер | 13 октября 2002  | 203         | 14.60               |
| 26 | 4          | «Best Defense» «Лучшая защита»   | Глория Муцио   | История: Рене Балсер & Элизабет Косин Телеадаптация: Элизабет Косин             | 20 октября 2002  | 204         | 14.70               |
| 27 | 5          | «Chinoiserie» «Шинуазри»         | Неизвестно     | Неизвестно                                                                      | 27 октября 2002  | 205         | 14.10               |
| 28 | 6          | «Malignant» «Злокачественный»    | Неизвестно     | Неизвестно                                                                      | 3 ноября 2002    | 206         | 15.00               |
| 29 | 7          | «Tomorrow» «Завтрашний день»     | Неизвестно     | Неизвестно                                                                      | 10 ноября 2002   | 207         | 15.90               |
| 30 | 8          | «The Pilgrim» «Пилигрим»         | Неизвестно     | Неизвестно                                                                      | 17 ноября 2002   | 208         | 16.20               |
| 31 | 9          | «Shandeh» «Шандех»               | Неизвестно     | Неизвестно                                                                      | 1 декабря 2002   | 209         | 13.70               |
| 32 | 10         | «Con-Text» «Кон-Текст»           | Неизвестно     | Неизвестно                                                                      | 5 января 2003    | 210         | 15.00               |
| 33 | 11         | «Baggage» «Багаж»                | Неизвестно     | Неизвестно                                                                      | 12 января 2003   | 211         | TBA                 |
| 34 | 12         | «Suite Sorrow» «Люксовая печаль» | Неизвестно     | Неизвестно                                                                      | 2 февраля 2003   | 212         | TBA                 |
| 35 | 13         | «See Me» «Видишь меня»           | Неизвестно     | Неизвестно                                                                      | 9 февраля 2003   | 213         | TBA                 |